# 유방 (이후)
유방(劉放, ? ~ ?)은 전한 말기의 제후로, 고밀경왕의 손자이다.

## 행적
아버지 유사의 뒤를 이어 이후(麗侯)에 봉해졌으나, 전한이 멸망하여 작위가 박탈되었다.

## 출전
- 반고, 《한서》 권15하 왕자후표 下

| 선대 아버지 이공후 유사 | 전한의 이후 ? ~ 8년 | 후대 (전한 멸망) |